# André Brassard (Eishockeyspieler)
André Brassard (* 18. April 1968 in Arvida, Québec) ist ein ehemaliger kanadischer Eishockeyspieler, der unter anderem für den Iserlohner EC in der zweithöchsten deutschen Spielklasse aktiv war.

## Karriere
André Brassard spielte ab 1985 zunächst vier Jahre lang in der Ligue de hockey junior majeur du Québec (LHJMQ). Mit den Chevaliers de Longueuil gewann er im Jahr 1987 den Coupe du Président, bevor er sich für die folgenden beiden Spielzeiten den Draveurs de Trois-Rivières anschloss. Beim NHL Entry Draft 1988 wurde er in der vierten Runde und an 79. Position von den New York Islanders ausgewählt. In deren Organisation gab er in der Saison 1989/90 sein Profidebüt. Neben einem Spiel für die Springfield Indians in der American Hockey League (AHL) spielte er hauptsächlich für die Nashville Knights, das Farmteam in der East Coast Hockey League (ECHL). Mit 20 Toren und 41 Vorlagen in 56 Spielen war er dort punktbester Verteidiger und drittbester Scorer der gesamten Mannschaft. Wegen seiner überzeugenden Leistungen wurde er ins ECHL All-Star Team berufen.
Ab 1990 setzte Brassard seine Karriere in Europa fort, wo er in seiner ersten Saison für die Blackburn Hawks, Ayr Raiders und Amstel Tijgers Amsterdam spielte. In der Saison 1992/93 spielte er für Green Bay Ice in der American Hockey Association (AHA), ab 1994 dann zunächst für die Ducs d’Angers und später für den Épinal Hockey Club in Frankreich. Im Januar 1997 wurde er vom deutschen Zweitligisten Iserlohner EC verpflichtet.
Nach dem Ende der Saison kehrte er nach Kanada zurück. Bei den Dragons d’Iberville und Dragons de Saint-Laurent in der Ligue de hockey semi-professionnelle du Québec (LHSPQ), die 2004 in Ligue Nord-Américaine de Hockey (LNAH) umbenannt wurde, ließ er seine Karriere ausklingen. Anschließend arbeitete Brassard unter anderem für den Sportartikelhersteller Bauer Hockey. Im Jahr 2024 wurde er zum Generaldirektor der LNAH ernannt.

### Inlinehockey
Neben seiner Eishockeykarriere spielte Brassard von 1994 bis 1997 auch Inlinehockey im Ligenbetrieb der Roller Hockey International. Er lief drei Jahre lang für die Montreal Roadrunners auf, die von einer Spielzeit bei den Ottawa Loggers unterbrochen wurden.

## Erfolge und Auszeichnungen
- 1987 Coupe-du-Président-Gewinn mit den Chevaliers de Longueuil
- 1990 ECHL First All-Star Team

## Karrierestatistik

### Inlinehockey
(Legende zur Spielerstatistik: Sp oder GP = absolvierte Spiele; T oder G = erzielte Tore; V oder A = erzielte Assists; Pkt oder Pts = erzielte Scorerpunkte; SM oder PIM = erhaltene Strafminuten; +/− = Plus/Minus-Bilanz; PP = erzielte Überzahltore; SH = erzielte Unterzahltore; GW = erzielte Siegtore; 1 Play-downs/Relegation; Kursiv: Statistik nicht vollständig)